# Louis Le Vau
Louis Le Vau (1612 – 11. oktober 1670) je bil francoski baročni arhitekt, ki je delal za kralja Ludvika XIV.  Bil je arhitekt, ki je pomagal razviti francoski klasicistični slog v 17. stoletju.

## Zgodnje življenje in kariera
Rojen kot Louis Le Veau, je bil sin Louisa Le Veauja (umrl februarja 1661), kamnoseškega mojstra, ki je deloval v Parizu. Njegov mlajši brat François Le Vau (rojen leta 1624 ) je prav tako postal arhitekt. Oče in njegova dva sinova so delali skupaj v 1630-ih in 1640-ih. Brata sta kasneje spremenila črkovanje svojega priimka iz Le Veau v Le Vau, da bi se izognila povezavi s francosko besedo veau (tele).
Le Vau je svojo kariero začel z načrtovanjem Hôtel de Bautru leta 1634. Do leta 1639 je razvijal mestne hiše (hôtels particuliers - dvorec) za bogate meščane, kot so Sainctot, Hesselin, Gillier, Gruyn des Bordes in Jean Baptiste Lambert v île Saint-Louis, ki se je razvijal kot stanovanjsko območje. Njegovo najbolj opazno delo v tem obdobju je Hôtel Lambert (okoli 1638–1653). His most notable work during this period is the Hôtel Lambert (ok. 1638–1653).
- Hôtel Lambert
- Tloris piano nobile s Seno na desni
- Pogled na vrtne fasade z brega reke

Le Vau je oblikoval tudi podeželske hiše, vključno s Château de Livry (okoli 1640–1645), pozneje znano kot Château du Raincy.

## Kraljevi arhitekt
Leta 1654 je njegova kariera napredovala z imenovanjem za prvega kraljevega arhitekta, ki je nasledil Jacquesa Lemercierja. Kardinal Mazarin mu je naročil pomoč pri obnovi dela srednjeveškega gradu Château de Vincennes.
- Le Vaujevi dodatki v Château de Vincennes
- Kraljev paviljon (vzhodna fasada)
- Kraljičin paviljon (zahodna fasada)

Kmalu zatem, leta 1656, je dobil pomembno naročilo za gradnjo dvorca Nicolasa Fouqueta v Vaux-le-Vicomte s pomočjo Andréja Le Nôtreja in Charlesa Le Bruna. Najbolj opazno delo Le Vauja v Vaux-le-Vicomte je ovalni salon, ki gleda na vrt. Ta zasnova, primer salona à l'italienne (obokana, dvonadstropna soba), razvija idejo, da preprosta oblika ureja obliko glavnega dela stavbe.
- Château Vau-le-Vicomte
- Ritmično ponavljanje vhodne fronte
- Pogled na vrtno pročelje z ovalnim salonom

V 1660-ih je Le Vau pomagal pri kraljevih projektih, kot sta bolnišnica La Salpêtrière in fasada Tuilerijske palače. V letih 1661-1664 je Le Vau delal na obnovi Galerie d'Apollon v Louvru, potem ko je zgorela v požaru. Claude Perrault in Charles Le Brun sta sodelovala tudi pri ustvarjanju znamenite fasade za vzhodno sprednjo stran Louvra v letih 1665-1674, ki je delovala kot uvod v klasicistično arhitekturo v 18. stoletju.
Najpomembnejše delo Le Vaujeve kariere je bilo v Versajski palači, s katero je sodeloval do konca svojega življenja. Preddverju je dodal servisna krila in po letu 1668 obnovil vrtno fasado, da je bila popolnoma klasična. Le Vauju je pomagal François d'Orbay, ki je dokončal delo po Le Vaujevi smrti. Delo Le Vaua in d'Orbaya v Versaillesu je kasneje spremenil in razširil Jules Hardouin-Mansart.
Le Vaujeve načrte za Collège des Quatre-Nations (zdaj sedež Institut de France) je po njegovi smrti dokončal njegov pomočnik François d' Orbay in so pokazali neverjeten odnos z italijanskimi baročnimi tehnikami. 
- Versailles in Collège des Quatre-Nations
- Le Vaujev vrt na sprednji strani Versajske palače, ok. 1675
- Collège des Quatre-Nations leta 2014

Louis Le Vau je umrl v Parizu.